# ماساکازو تامورا
ماساکازو تامورا (به ژاپنی: 田村 正和 Tamura Masakazu) بازیگر فیلم و تئاتر ژاپنی است. از فیلم‌های که او در آن نقش داشته می‌توان به پرچم‌های سامورایی اشاره کرد.